# Örnsköldsviks Tidning (1890)
Örnsköldsviks Tidning utgavs i Härnösand från den 2 maj 1890 till 24 december 1891.
Tidningen trycktes i Hernösands-Postens Tryckeri Aktiebolag med antikva. Tidning kom ut en gång i veckan fredagar med 4 sidor och 4 spalter format 43 x 28 cm omväxlande med 6 spalter 56 x 42 cm. Priset var 1 krona och 50 öre 1890 och 2 kronor 20 öre 1891.
Utgivningsbevis för tidningen utfärdades för redaktören Gustaf Olof Thorsander den 14 april 1890 och  sedan  för Karl Gustaf Hiorth den 13 juli 1891 båda i Härnösand.
Tidningen är digitaliserad.